# The Dark Side
Singles de Muse
Something Human
(2018) Pressure
(2018)
The Dark Side est le quatrième extrait de Simulation Theory,, huitième album du trio britannique Muse, après Dig Down, Thought Contagion et Something Human. Il s'agit du 40e single de la discographie, parue le 30 août 2018.

## Histoire de la chanson
L'annonce de la sortie du morceau est faite le 26 août 2018 sur les réseaux sociaux. Le titre apparaît pour la première fois dans la vidéo du morceau Something Human en juillet. En effet, la plaque d’immatriculation du véhicule conduit par le personnage principal est DRKSIDE. Ce clin d’œil dévoile a posteriori le titre du single suivant qui s’appellera en réalité "The Dark Side".
Le 28 août, Matthew Bellamy poste une vidéo de lui-même sur Instagram interprétant le solo du morceau avant même la sortie. Ce solo avait été joué pour la première fois sur scène le 24 février 2018 lors du concert du groupe à la Cigale de Paris. 
Le single est publié sur YouTube avec le clip vidéo le 30 août 2018. 

## Le morceau

### Sonorités
Le morceau a des sonorités rock et des envolées lyriques du chanteur semblables à d'anciens morceaux de la discographie du groupe.
Le morceau est disponible en version alternative sur l’édition Deluxe de l’album.

## La vidéo
La vidéo est publiée le 30 août 2018. Elle est réalisée par le réalisateur californien Lance Drake. Les premières images issues du clip sont diffusées sur les réseaux sociaux le 26 août 2018 lors de l'annonce du morceau. Il s'agit de la suite du clip du single précédent, Something Human. Les deux vidéos s’enchaînent parfaitement. Les dernières images de Something Human sont reprises dans The Dark Side . Elle montre Matthew Bellamy traversant un paysage dystopique, peuplé de robots géants à l'image de jeux vidéo. 
Le story-board a été réalisé par Jasper Yu.